# Live in the 21st Century
Live in The 21st Century è un DVD dei Quiet Riot, uscito l'11 novembre 2003.

## Tracce
1. Vicious Circle (Banali, DuBrow, Cavazo, Sarzo)
2. Slick Black Cadillac (DuBrow)
3. Terrified (Arkenstone)
4. Mama Weer All Crazy Now (Holder, Lea) (Slade Cover)
5. Feel the Pain (Banali, DuBrow, Cavazo, Sarzo)
6. Itchykoo Park (Lane, Marriott) (The Small Faces Cover)
7. Don't Wanna Let You Go (DuBrow, Cavazo)
8. Thunderbird (DuBrow)
9. Danger Zone (DuBrow)
10. Sign of the Times (DuBrow, Cavazo)
11. Battle Axe (Cavazo) [guitar solo]
12. Psycho City (Banali, Cavazo, DuBrow, Hillary, Manning)
13. Swinging Lumber (Banali) [drum solo]
14. Cum on Feel the Noize (Holder, Lea) (Slade Cover)
15. My Generation (Townshend) (The Who Cover)
16. Metal Health (Bang Your Head) (Banali, Cavazo, Cavazo, DuBrow)

### Brani nei titoli di coda
1. Fly Too High (Banali, DuBrow, Cavazo, Sarzo)
2. Blast From the Past (Banali, DuBrow, Cavazo, Sarzo)

### Contenuti speciali (CD 2)
1. Scene Selection
2. Animated Menu Pages
3. Bonus Clips
4. Photo Gallery
5. A Tribute To Randy Rhoads
6. The Very First Music Video Ever Created for Quiet Riot in 1979
7. Bonus Footage of the Band in the studio back in the 80's recording

and creating havoc

## Lineup
- Kevin DuBrow - Voce, Chitarra acustica
- Carlos Cavazo - Chitarra elettrica e acustica
- Rudy Sarzo - Basso
- Frankie Banali - Batteria, Percussioni